# Nuffield Organisation

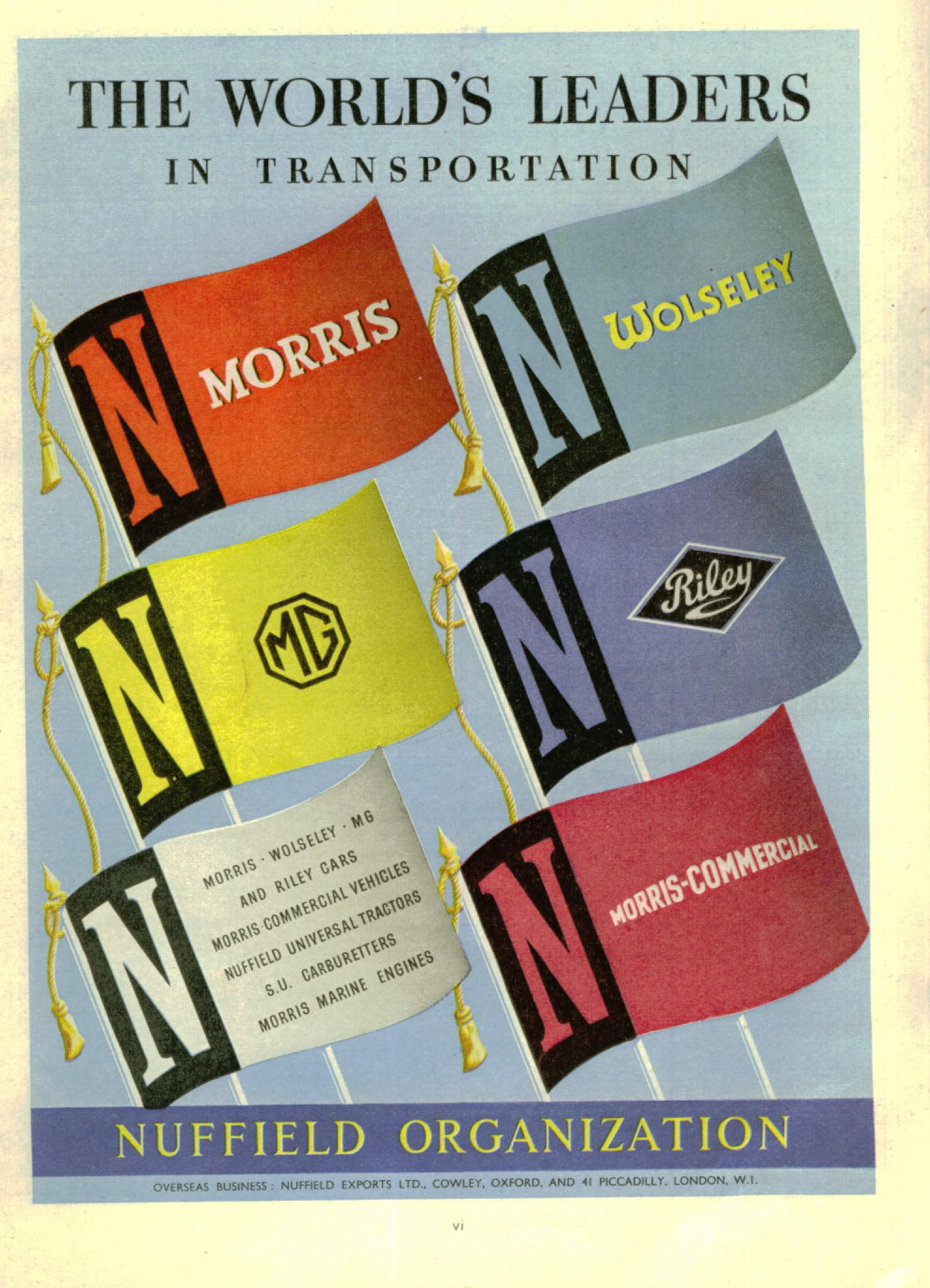
Anúncio da Nuffield Organization 1951.

Nuffield Organisation foi o termo guarda-chuva sem personalidade jurídica ou nome promocional usado para os interesses de caridade e comércio do proprietário e doador, William Morris, 1º Visconde Nuffield. O nome foi assumido após Nuffield formar sua Fundação Nuffield em 1943, seus interesses comerciais ligados à sua filantropia que era muito generosa. As mesmas empresas já haviam sido referidas como as Organizações Morris e primeiramente descreveu-se como Organização Nuffield, uma pedra angular da estrutura industrial da Grã-Bretanha.
Em 1 de julho de 1935 Lord Nuffield vendeu a MG Car Company Ltd para Morris Motors Ltd.